# Pseudagrion assegaii
Pseudagrion assegaii là một loài chuồn chuồn kim thuộc họ Coenagrionidae. Loài này có ở Botswana, Cộng hòa Dân chủ Congo, Namibia, Nam Phi, Uganda, Zambia, và Zimbabwe. Môi trường sống tự nhiên của chúng là xavan khô, xavan ẩm, và đầm nước ngọt. Its continued existence hiện đang bị đe dọa vì mất nơi sống.